# روش‌های مطالعه

روش‌های مطالعه یا مهارت‌های مطالعه مجموعه‌ای از مهارت‌هایی هستند که در راستای آموختن و فراگرفتن به‌کار گرفته می‌شوند. این روش‌ها بسته به هدف یادگیری با یکدیگر متفاوت بوده و برای موفقیت در مدرسه و کسب نمرات عالی ضروری و حیاتی هستند. در تمام مراحل زندگی فرد می‌توانند مفید باشند. رسپیشس رومبزیا در کتاب خود به نام «آشنایی با روش‌های یادگیری و مهارت‌های مؤثر یادگیری» در سال ۲۰۱۳ اظهار می‌کند که، بسیاری از دانش آموزان به دلیل اینکه فاقد مهارت‌های مطالعه یا روش‌های آزمون هستند، در امتحانات خود مردود می‌شوند.
مهارت‌های مطالعه عبارتند از مجموعه‌ای از مهارت‌های مطالعه که در سازماندهی و به دست آوردن اطلاعات جدید، حفظ اطلاعات، یا برپایی آزمون نقش دارند. این روش‌ها عبارتند از یادیارها و نکته برداری که در به خاطر سپردن لیستی از اطلاعات، خواندن مؤثر و تمرکز کردن کمک می‌کنند.
درحالی که مهارت‌های مطالعه اغلب به عهدهٔ خود دانش آموزان و پشتیبان‌های آن‌ها گذاشته می‌شوند، این مهارت‌ها، اخیراً به‌طور فزاینده‌ای در دبیرستان و دانشگاه تدریس می‌گردند. کتاب‌ها و وب سایت‌های بسیاری در این مورد، موجود می‌باشند، آثاری در مورد روش‌های خاص، مثل کتاب‌های نقشه ذهنی تونی بوزان که راهنمایی‌های کلی در مورد مطالعه موفق ارائه می‌دهد تا راهنمایی‌های کلی مطالعه موفق مثل آثار استلا کوترل و آشنایی با روش‌های یادگیری و مهارت‌های مؤثر یادگیری نوشته رسپیشس رومبزیا.
در سطح وسیع تر، هر مهارتی که توانایی فرد را در مطالعه و قبولی در امتحانات افزایش می‌دهد می‌تواند مهارت مطالعه نامیده شود، این موارد می‌توانند شامل مدیریت زمان و روش‌های انگیزشی باشند.
مهارت‌های مطالعه روش‌های جداگانه‌ای هستند که معمولاً در زمان کوتاه و در تمام یا بیشتر زمینه‌های مطالعه می‌توانند آموخته شوند؛ بنابراین باید آن‌ها را از روش‌های خاصی که به یک زمینه خاص از مطالعه مربوط هستند، مثل موسیقی یا تکنولوژی، و توانایی‌های ذاتی دانش آموزان، مثل جنبه‌های هوشی یا سبک‌های یادگیری، تمیز داد.

## پیشینه تاریخی
اصطلاح مهارت‌های مطالعه به‌طور کلی برای روش‌های یادگیری، مهارت‌های مطالعه برای دوره‌ای خاص، استفاده می‌شود. بسیاری از کارهای نظری از جمله تعداد زیادی از کتاب‌ها و وب سایت‌های محبوب، در این زمینه وجود دارند. کتابچه‌های راهنمای جیبی برای دانش آموزان از سال ۱۹۴۰ منتشر شده‌اند.
در سال‌های ۱۹۵۰ و ۱۹۶۰، مدرسان دانشگاه در رشته‌های روانشناسی و آموزش و پرورش برای نوشتن کتابچه‌های راهنما، روی دانش آموزان خود، پژوهش، تحقیقات نظری و آزمایش انجام می‌دادند. ماروین کوهن در سال ۱۹۷۹، بر اساس تجربه‌های شخصی خود به عنوان محقق و رئیس دانشگاه کلینیک خواندن که نوجوانان و بزرگسالان جوان را سرپرستی می‌کرد، توصیه‌هایی را برای والدین، در کتاب خود به نام کمک به دانش آموزان نوجوان شما، آورده‌است. در ۱۹۸۶، زمانی کتاب راهنمایی‌های اساسی گرفتن آزمون برای کودکان دکتر گری گروبر برای اولین بار منتشر شد که نویسنده ۲۲ کتاب در مورد گرفتن آزمون‌های استاندارد نوشته بود. این کتاب‌ها در دو جلد، یکی برای سطح‌های بالاتر از ابتدایی و دیگری برای دوره متوسطه، راهنمایی‌ها و روش‌هایی برای گرفتن آزمون و تکالیف مدرسه داشتند.

## روش‌ها

### از برکردن
از برکردن یا حفظ کردن، فرایند به خاطر سپردن یک مطلب است. مهم‌ترین روش از برکردن، به‌یادسپاری و تمرین است. از برکردن یک فرایند ذهنی عمدی برای در حافظه نگاه داشتنِ مواردی است که در آینده به آن‌ها رجوع می‌شود، مثل آزمایش‌ها، اسامی، قرار ملاقات‌ها، آدرس‌ها، شماره تلفن، لیست وسایل، داستان‌ها، شعرها، عکس‌ها، نقشه‌ها، نمودارها، قانون‌ها، موسیقی یا دیگر جلوه‌های بصری، شنوایی یا اطلاعات عملی. حفظ کردن همچنین می‌تواند ذخیره اطلاعات خاص، در داخل کارت‌های حافظه باشد. یکی از اساسی‌ترین روش‌های یادگیری هر اطلاعاتی تکرار طوطی‌وار آن می‌باشد. به‌طور کلی این روش شامل خواندن همه مطلب یا کتاب و دوباره نوشتن نکات است.

### توانایی‌های ارتباطی
یکی از نقص‌های یادگیری طوطی‌وار سبک گوش دادن یا خواندن غیرفعال است. بعضی از دانشمندان مثل جان دیویی معتقدند که روشِ از برکردن، برای دانش‌آموزان درست نیست و آن‌ها نیازمندِ اندیشه انتقادی– پرسش و سنجیدن مدارک در زمان مطالعه هستند. این روش می‌تواند در طول کنفرانس‌ها یا زمان خواندن کتاب انجام شود. شنیدن و خواندن اساس این روش‌ها هستند. مهم‌ترین روش با بنیان توانایی‌های ارتباطی روش پی کیو آر اس تی (به انگلیسی: PQRST) است که شامل پنج مرحله می‌باشد.

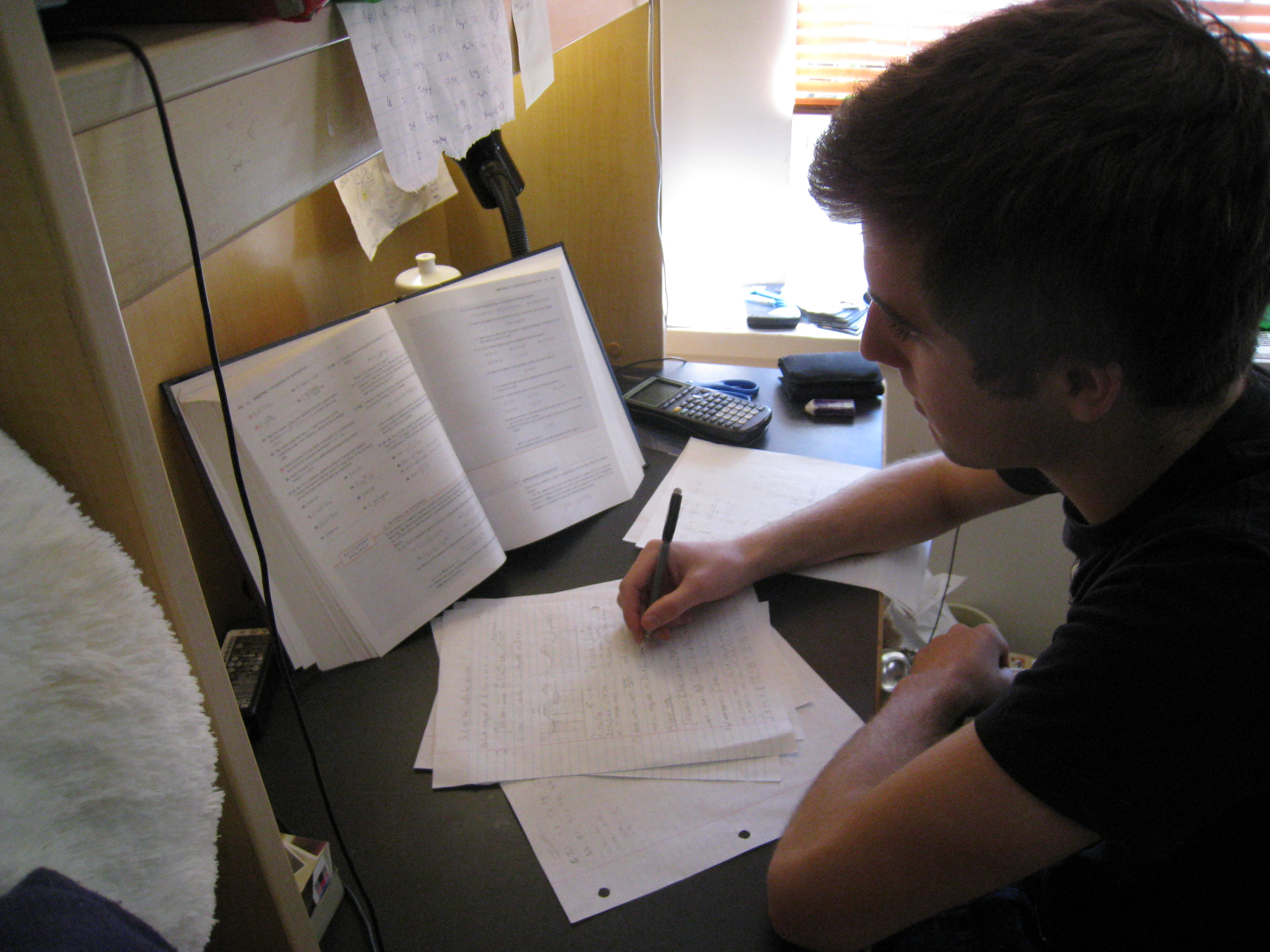
یک دانشجو از دانشگاه کلمبیا، در حال استفاده از روش PQRST برای مطالعه آزمون نهایی

1. پیش‌خوانش (به انگلیسی: Preview): دانش آموز یک نظر اجمالی به موضوع و سرفصل‌های اصلی یا نکات مهم درسی می‌اندازد.
2. پرسش (به انگلیسی: Question): دانش آموز سوالاتی را مانند سوالاتی که باید در امتحان پاسخ بدهد تنظیم می‌کند.
3. خواندن (به انگلیسی: Read): دانش آموز مطالب مرتبط را با تمرکز روی اطلاعات مربوط به سوالات مورد قبلی، مطالعه می‌کند.
4. خلاصه نویسی (به انگلیسی: Summerize): دانش آموز موضوعات و برداشت‌های خود را در مورد موضوع، خلاصه‌نویسی می‌کند. این موارد شامل نکته برداری، نمودار عنکبوتی، نمودار گردشی، نمودار علامتی، یادیاری یا حتی ضبط صدا می‌باشد.
5. آزمایش (به انگلیسی: Test): دانش آموز به سوالات پیش‌نویس قبلی پاسخ می‌دهد و از اضافه کردن هر سؤالی که متضاد با موضوع است یا موضوع را عوض می‌کند اجتناب می‌کند.

مطالعات مختلفی از دانشگاه‌های سراسر کشور در مورد ارتباطات کمک‌کننده برای بهبود عادت‌های مطالعه انجام شده‌است. یکی از این مطالعات نشان می‌دهد که به‌طور متوسط امتیاز کسانی که مطالب را در کلاس یادمی‌گیرند ۷۳٪ افزایش می‌یابد.

### کلید واژگان و اطلاعات
فلش کارت‌ها، نشانه‌های بصری روی کارت‌ها می‌باشند. این کارت‌ها استفاده‌های متعدد در آموزش و یادگیری دارند و می‌توانند بازبینی شوند. دانش آموزان اغلب فلش کارت‌ها یا جزئیات کارت‌های شاخص را خودشان درست می‌کنند- کارت‌های طراحی شده برای نوشتن اغلب در سایز A5 بوده و خلاصه کوتاهی روی آن‌ها نوشته می‌شود. مزیت‌های جداگانه بودن کارت‌ها اینست که دانش آموزان می‌توانند آن‌ها را دوباره تنظیم کنند، یک کارت را برای چند بار خواندن انتخاب کرده یا برای آزمایش خود انتخاب تصادفی داشته باشند.

### اشاره و راهنمایی
روش‌های خلاصه‌نویسی بستگی زیادی به موضوع دارد اما بیشتر شامل مقدار زیادی از اطلاعات از یک بخش یا کتاب به صورت نکات کوتاه است. اغلب این یادداشت‌ها، اطلاعات متراکم فشرده شده در نکات کلیدی هستند.
خلاصه‌های سازمان یافته: از جمله سلسله مراتبی که کلمات کلیدی، تعریف‌ها و ارتباطات را نشان می‌دهند، معمولاً به صورت ساختار درختی می‌باشند.
نمودارهای عنکبوتی: استفاده از نمودارهای عنکبوتی یا نقشه ذهنی می‌تواند روش بسیار مؤثری در اتصال مفاهیم با یکدیگر باشد. آن‌ها می‌توانند در مقالات طرح‌ریزی شده و پاسخ‌های طولانی در امتحانات مفید باشند. این ابزارها می‌توانند خلاصه‌ای بصری از موضوع را با حفظ ساختار منطقی آن و خط‌هایی که قسمت‌های مختلف را بهم متصل کرده‌است، ارائه دهند.

### تصویرسازی ذهنی
بعضی از دانش آموزان تصور می‌کنند که سبک یادگیری تصویری دارند و تا حد زیادی می‌توانند اطلاعات را از مطالعات خود که اغلب کاملاً شفاهی هستند، بدست بیاورند و با استفاده از تکنیک‌های بصری به رمز دهی و حفظ آن‌ها در ذهن خود کمک کنند.
برخی از روش‌های استفاده از حافظه بصری، روش جایگاهی (کاخ حافظه) (به انگلیسی: method of loci) می‌باشد، یک سیستم از تجسم اطلاعات کلیدی، در مکان‌های فیزیکی واقعی، به عنوان مثال وسایل اطراف اتاق.
نمودارها اغلب دست کم گرفته می‌شوند. آن‌ها می‌توانند برای جمع‌آوری تمام اطلاعات در کنار هم و سازمان دهی دوباره تمرین‌های ارائه شده مورد استفاده قرار بگیرند. آن‌ها همچنین می‌توانند به یادآوری اطلاعات آموخته شده کمک کنند، بخصوص اگر دانش آموز نمودارها را در زمان مطالعه کشیده باشد. عکس‌ها نیز می‌توانند به فلش کارت‌ها که ابزار بسیار مؤثری برای بازبینی و بازخوانی موارد نوشته شده در آخرین لحظات هستند، منتقل شوند.

### سرنام‌ها و یادیارها
یادیارها روشی برای سازمان دهی و حفظ اطلاعات می‌باشند. معمولاً از یک عبارت ساده به عنوان محرک برای یک لیست طولانی از اطلاعات استفاده می‌شود.

### آزمون دادن
روش سیاه-قرمز-سبز (ایجاد شده توسط صندوق ادبی سلطنتی) به دانش آموز کمک می‌کند تا از تمام جنبه‌های مطرح شده در آزمون و مقاله اطمینان پیدا کند. دانش آموز قسمت‌های مشخص شده در سؤال را با سه رنگ مختلف (یا معادل آنها) خط می‌کشد. علامت سیاه، «دستورالعمل مشکل» به عنوان مثال، مواردی که حتماً باید انجام شوند؛ بخشنامه یا دستورالعمل مستقیم. علامت قرمز یک نقطه عطف یا موارد خواسته شده‌ای که معمولاً باید با یک تعریف، اصطلاح، تئوری و غیره بیان شوند. علامت سبز، نکته ظریفی که نباید نادیده گرفته شود، یا «چراغ سبز» که یک راهنمایی برای ادامه پاسخ یا نکته ایست که در پاسخ باید تأکید شود. یکی دیگر از روش‌های محبوب در مطالعه پی.ای.ای. (P.E.E) می‌باشد؛ نکته (point)، شواهد (evidence) و توضیحات (explain)، دلیل داشتن، این روش به دانش آموز کمک می‌کند تا سؤال آزمون را چند قسمت کرده و امتیاز خود را بالا ببرد. بسیاری از مدارس تمرین روش P.E.E را قبل از امتحانات در دستور کار دارند.

### مدیریت زمان و شیوه زندگی
بهبود اثربخشی مطالعه می‌تواند از طریق تغییرات هر چیز غیر مرتبط با موارد مطالعه بدست آید، مثل مدیریت زمان، تقویت انگیزه و اجتناب از فردا فکنی و بهبود وضعیت خواب و خوراک.
مدیریت زمان در جلسات مطالعه به دست یابی فعالیت‌های با بیشترین بهره و ایجاد تمرکز عالی کمک می‌کند. سیستم چراغ راهنمایی یک روش ساده برای تشخیص اهمیت اطلاعات، هایلایت کردن یا خط کشیدن زیر اطلاعات با رنگ‌های مختلف است:
- سبز: موضوعاتی که اول باید مطالعه شوند؛ مهم و ساده
- زرد: موضوعاتی که در مرحله بعد باید مطالعه شوند؛ مهم اما وقت گیر
- قرمز: موضوعات با اولویت کمتر؛ پیچیده و غیر مهم

این موارد به دانش آموزان یادآوری می‌کنند که شروع با کدام موارد بیشترین مزیت را دارد و رنگ قرمز در صورتی که زمان اجازه بدهد مطالعه شود. مفهوم این مورد بسیار مشابه تحلیل ABC (تحلیل موجودی کالا) می‌باشد که معمولاً توسط کارگران برای اولویت بندی استفاده می‌شود. همچنین از بعضی وب سایت‌ها می‌توان برای اضافه کردن اصول مطالعه، مدیریت زمان و افزایش انگیزش استفاده کرد.

### پس ختام
پس ختام یک روش درک مطلب است. این روش باعث تمرکز و درک بهتر می‌شود.

#### مراحل
1. مرحله اول – پیش خوانی- پ
پیش خوانی یعنی فصل را برای به دست آوردن ایده کلی از آنچه که نویسنده می‌خواهد به شما بگوید بطور کامل ولی با سرعت تندخوانی کنید؛ و اهمیت موضوع را دریابید. یعنی به‌طور خلاصه در یابیم نویسنده در این کتاب دربارهٔ چه چیزی نوشته
2. مرحله دوم -سئوال کردن – س
سؤال کردن یعنی سئوالاتی راجع به هربخش قبل از خواندن آن، از خود بپرسید. حس کنجکاوی خود را تحریک کنید. نکات عمده نویسنده را برای دانستن، دنبال کنید.
3. مرحله سوم – خواندن – خ
خواندن یعنی موضوع را به قصد پاسخ به سئوال و یادگیری آنچه نویسنده بیان نموده، بخوانید. شما می‌توانید همه مطالب را فراگیرید.
4. مرحله چهارم – تفکر – ت
تفکر یعنی که در این مرحله بروی آنچه که خوانده‌ایم باید بیندیشیم، فکر کنیم ارتباط مطالب خوانده شده را با موضوعات و مطالب قبلی که در حافظه داریم یا با موضوعاتی که قبلاً در زندگی ما رخ داده‌است پیوند بدهیم.
5. مرحله پنجم – از حفظ گفتن – الف
از حفظ گفتن یعنی پس از اتمام مطلب خوانده شده. کتاب را ببندید و سعی کنید تمام مطالبی را که خوانده‌اید چه یک پاراگرف و چه یک فصل کامل را به زبان و کلام عادی خود بگونه ای که بشنوید از حفظ بیان کنید.
6. مرحله ششم – مرور کردن – م
مرور کردن یعنی پس از طی مراحل قبلی حالا نوبت به مرحله مرور می‌باشد تا چرخه یادگیری درس کامل شود در این مرحله شما باید یا کل مطلب خوانده شده را دوباره مرور کنید؛ که این بسیار وقت گیر است. یا سوالات مطرح شده در مرحله سؤال کردن را بخوانید و جواب بدهید؛ و نگاهی به کلیات و نکات برجسته مطلب کنید؛ که این بهتر است.